# Burgstall Hoher Bogen
Der Burgstall Hoher Bogen befindet sich in der Oberpfälzer Gemeinde Rimbach im Landkreis Cham von Bayern. Der Burgstall liegt am gleichnamigen Westgipfel (Gipfel Burgstall) des Hohen Bogens, der heute zum Großteil von Sendeanlagen des Bayerischen Rundfunks eingenommen wird. Die Anlage wird als Bodendenkmal unter der Aktennummer D-3-6743-0006 als „mittelalterlicher Burgstall ‚Hoher Bogen‘“ geführt.

## Geschichte
Vermutlich wurden die ältesten Teile der Anlage im 10. oder im 11. Jahrhundert errichtet, zumindest liegen Keramikfunde aus dem 10. Jahrhundert aus einer Grabung von 1952/53 vor. Als Erbauer werden die Grafen von Bogen vermutet, die als Nachfolger der Babenberger im 11. Jahrhundert in die östliche Donaugrafschaft einrückten. Es wird auch vermutet, dass diese Burg der Stammsitz der Grafen von Bogen gewesen sei. 1193 berichtet Abt Herrmann von Kloster Niederaltaich von der constructio castrorum in Hohenpogen. Als Erbauer kommt Adalbert III. Graf von Bogen in Frage. Die Anlage wurde unter Verwendung der Reste einer Vorgängeranlage errichtet, blieb aber unter Adalbert III. unvollendet.

## Burgstall Hoher Bogen heute

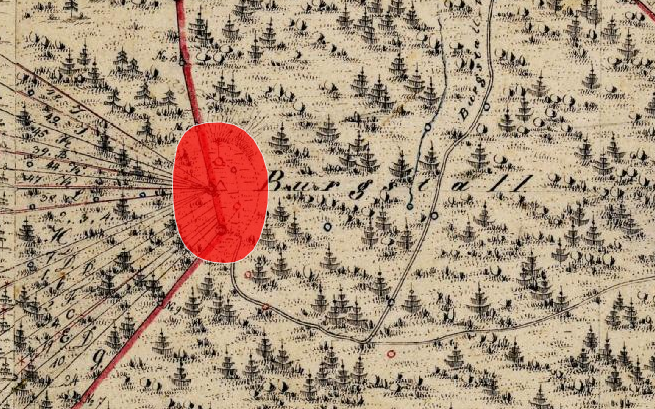
Lageplan von Burgstall Hoher Bogen auf dem Urkataster von Bayern

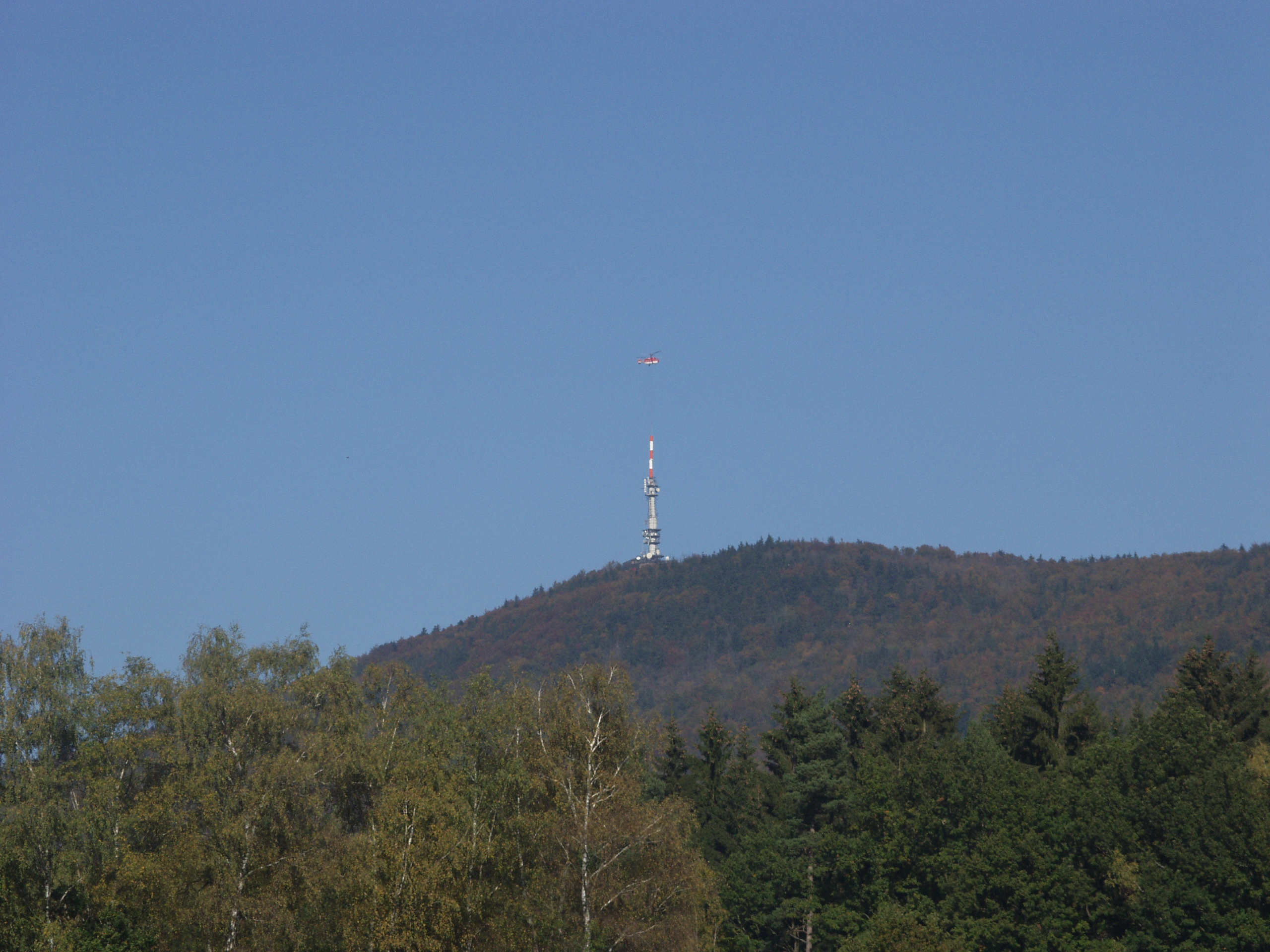
Sendeanlage Hoher Bogen des Bayerischen Rundfunks

Eine bei Baumaßnahmen 1964 gefundene jüngere Ringmauer überlagert einen Mauerrest und eine Brandschicht mit Hüttenlehmstücken. Auch ein Außenwall gehörte zu dieser Anlage. Die Anlage war  von einer etwa 2 m starken gemörtelten Bruchsteinmauer umgeben, an die sich innen eine gemörtelte Rampe anschließt. Die westliche Ringmauer wurde von einem etwa 2,5 m breiten Tor unterbrochen, dessen Fragmente heute in die Mauer eingefügt sind. Der südliche Teil der Burg wurde durch eine 1 m starke Quermauer abgetrennt, die ein 1,2 m breites Tor aufwies. In der Ecke zwischen Quer- und Ringmauer wurde ein Kalkofen gefunden. Bei der Erweiterung der Sendeanlage wurden 1964 die Reste eines mit Bauschutt verfüllten Bergfrieds angeschnitten, der die Burg nach Süden hin schützte. Weitere nach Norden führende Mauerzüge dürften zu einem Wohngebäude gehört haben. Auch wurden Teile eines Kellers angeschnitten.
Noch im 16. Jahrhundert waren Teile der Burg aufrecht, nach der Karte von Philipp Apian von 1568 sind noch der Bergfried sowie eine Ringmauer zu sehen. Danach dürften Teile der Anlage durch Steinraub abgekommen zu sein, sodass Ende des 18. Jahrhunderts nur mehr Grundmauern vorhanden waren.